# Aire d'arrêt

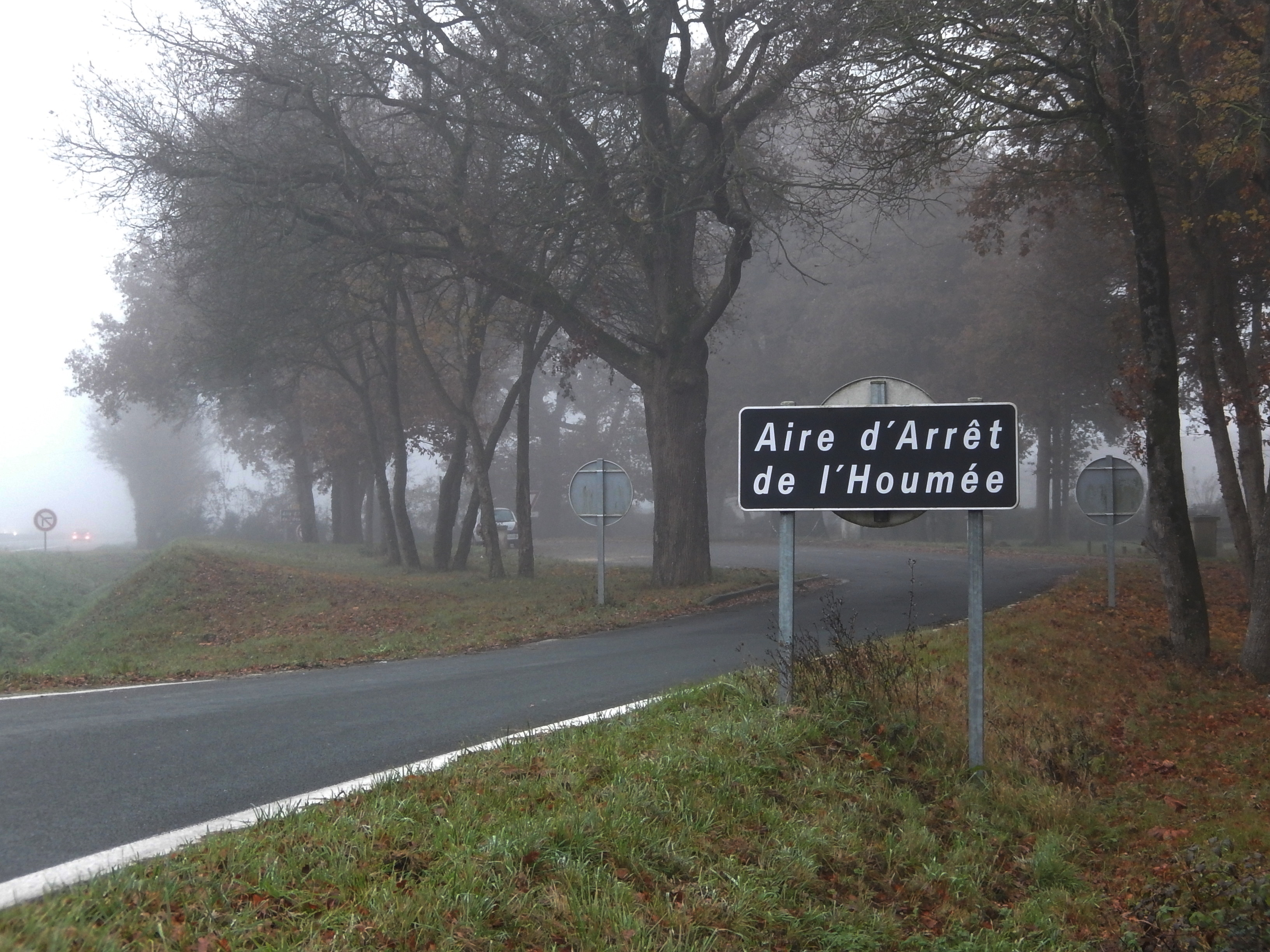
Exemple de signalisation d'une aire d'arrêt

Une aire d'arrêt est la dénomination d'un stationnement en bordure de route et qui ne comporte quasiment pas d'équipements, n'ayant pas d'autre but que de permettre aux usagers des routes de s'arrêter en sécurité si nécessaire.
Une aire d'arrêt permet aux automobilistes de faire une pause sur des routes qui traversent des villes et des villages (ce qui n'est pas le cas des autoroutes et des voies express).
Ces parkings peuvent être équipés de poubelles, parfois de borne d'appel d'urgence (signal CE2a).
Il ne faut pas confondre une aire d'arrêt avec :
- un refuge (qui permet l'arrêt d'urgence) par le signal C8 ;
- l'aire routière de repos ou de service (signal de localisation E34a et b) ;
- l'aire autoroutière de repos ou de service (signal de localisation E35 a et b).

## En France
En France, les aires d'arrêt sont en général présignalées par un panneau (signal C1a) 250 mètres avant et ne portent pas de nom.

## Sources
Le site de la sécurité routière : http://www.securite-routiere.gouv.fr